# Battaglia di Blood River
La battaglia di Blood River, nota anche come battaglia di Red River, è stata una battaglia combattuta il 16 dicembre 1838 tra alcuni coloni Voortrekker boeri e un contingente di truppe Zulu, che volevano impedire l'insediamento dei boeri nei loro territori.

## Lo svolgimento
Il 16 dicembre 1838 una forza boera di 470 uomini al comando di Andries Pretorius, capo dei voortrekkers, si mise a confronto con una forza di 12 000 guerrieri Zulu in una serie di postazioni fisse. Sembra che tra i Boeri ci siano stati 3 feriti e nessun morto, mentre il sangue di 3 000 guerrieri Zulu morti tinse di rosso le acque del fiume vicino al campo di battaglia, cosicché questa battaglia venne ricordata con il nome di Battaglia del fiume rosso (Battle of the Red River). I fucili dei boeri furono di grande aiuto contro l'armamento tradizionale dei guerrieri Zulu, che consisteva in corte lance da taglio, bastoni da combattimento e scudi costruiti con la pelle del bestiame che loro allevavano.

## Conseguenze
Dopo la sconfitta dell'esercito Zulu ed il recupero del trattato tra Dingane e Retief, i Voortrekkers proclamarono la nascita della nuova Repubblica di Natalia. Quest'ultimo stato boero fu annesso dalle forze britanniche nel 1843. Per via del ritorno del regno britannico anche nella neo-costituita Repubblica di Natalia, l'obiettivo del Grande Trek si spostò dalle terre occupate del Natal alle terre dell'Alto Veld del Transvaal e dello Stato Libero dell'Orange, oltre le montagne del Drakensberg, le quali non erano state ancora occupate per via della devastazione di Mfecane, e a est e a ovest di queste montagne.

## Ricorrenza
I boeri dissero che avevano vinto perché avevano fatto un giuramento al Signore, promettendo che, se avessero vinto, i loro successori avrebbero commemorato il giorno della vittoria come lo stesso equivalente a un giorno di Shabbat. Così il 16 dicembre fu celebrato dai boeri come un giorno di festa pubblica, dapprima chiamato il Dingane Day, più tardi cambiato con il nome di Giornata del giuramento (Day of the Vow). Questa data è ancora oggi una giornata di festa nazionale, mantenuta dal governo ANC post-apartheid per favorire la riconciliazione tra tutti gli abitanti del Sudafrica, e per questo rinominata Giorno della riconciliazione (Day of Reconciliation), benché tra la popolazione di origine boera venga ancora usato il nome precedente di Giornata del giuramento.